# عیسی سیسوکو
عیسی سیسوکو (انگلیسی: Issa Cissokho؛ زادهٔ ۲۳ فوریهٔ ۱۹۸۵) یک بازیکن فوتبال اهل فرانسه است که در پست مدافع بازی می‌کند.
از باشگاه‌هایی که در آن بازی کرده‌است می‌توان به جنوا، و نانت، باری، تیم ملی فوتبال سنگال، جنوا، باری، گنگام و آنژه اشاره کرد.
وی همچنین در تیم ملی فوتبال سنگال بازی کرده است.